# Ed și Lorraine Warren
Edward Warren Miney (7 septembrie 1926 – 23 august 2006) și Lorraine Rita Warren (născută Moran; 31 ianuarie 1927 - 18 aprilie 2019) au fost cuplu de investigatori paranormali⁠(d) și autori cunoscuți pentru anchetarea unor celebre cazuri de bântuire⁠(d). Edward a fost un autodidact și autoproclamat demonolog, autor și lector, iar Lorraine a susținut că este clarvăzătoare și medium.
În 1952, familia Warren a înființat New England Society for Psychic Research (NESPR), cel mai vechi grup de vânători de fantome⁠(d) din New England. Aceștia au redactat numeroase cărți despre fenomenele paranormale și investigațiilor lor private a diverse cazuri de activitate paranormală. Cei doi au declarat că au anchetat peste 10.000 de cazuri pe parcursul carierei lor. Familia Warren a fost printre primii investigatori care au anchetat cazul Amityville⁠(d). Conform acestora, pentru organizația NESPR activează medici, cercetători, ofițeri de poliție, asistente medicale, studenți și membri ai clerului.  Aceștia participă la investigațiile lor.
Cazurile paranormale popularizate de familia Warren au inspirate numeroase filme, seriale de televiziune și documentare, inclusiv lungmetrajele din seriile de filme Amityville⁠(d) și Trăind printre demoni⁠(d).
Scepticii Perry DeAngelis⁠(d) și Steven Novella⁠(d) au verificat dovezile familiei Warren și le-au descris drept „lingușeală”. Anchetatorii sceptici Joe Nickell⁠(d) și Benjamin Radford⁠(d) au ajuns la concluzia că cele mai cunoscute cazuri paranormale - Amityville și cazul familiei Snedeker⁠(d) - nu s-au întâmplat, ci au fost inventate.

## Biografie
Ed Warren (n. 7 septembrie 1926 – d. 23 august 2006) a fost un demonologist, autor și lector. Lorraine Warren (n. 31 ianuarie 1927 – d. 19 aprilie 2019) a fost soția sa, o clarvăzătoare profesionistă și medium care lucrase împreună cu soțul său. Cei doi au fondat Societatea pentru Cercetări Paranormale în New England în 1952 și mai târziu au deschis muzeul supranatural. Au fost ambii autori ai numeroase cărți despre paranormal și au cercetat cazuri private. Aceștia afirmă că au investigat peste 10.000 de cazuri de bântuire în întreaga carieră. Soții Warren au fost primii investigatori ai cazului controversat de bântuire din Amityville.

## Cazuri cunoscute

### Annabelle
Conform familiei Warren, în anul 1968, doi colegi de cameră au susținut că păpușa lor Raggedy Ann⁠(d) era posedată de spiritul unei tinere pe nume Annabelle Higgins. Familia Warren a confiscat păpușa, spunându-le proprietarilor că aceasta „este manipulată de o prezență inumană”, și a expus-o la propriul muzeu ocult. Legenda a inspirat mai multe filme din seria Trăind printre demoni și a reprezentat un motiv în alte proiecte cinematografice.

### Familia Perron
În 1971, familia Warren a susținut că locuința familiei Perron din Harrisville, Rhode Island⁠(d) este bântuită de o vrăjitoare care locuise acolo la începutul secolului al XIX-lea. Conform lui Ed și Lorraine, Bathsheba Sherman a blestemat proprietatea astfel încât oricine va locui acolo, va avea parte de o moarte teribilă. Povestea a fost ecranizată în filmul Trăind printre demoni (2013). Lorraine Warren a fost consultată pe parcursul producției și are un rol cameo în film. Un reporter al USA Today a cercetat presupusele dovezi care stau la baza filmului.

### Amityville
Soții Warren au devenit cunoscuți după anchetarea în 1975 a cazului Amityville Horror⁠(d), caz în care cuplul newyorkez format din George și Kathy Lutz au declarat că locuința lor este bântuită de o prezentă demonică atât de puternic încât au fost nevoiți să-și părăsească proprietatea. Autorii lucrării The Amityville Horror Conspiracy, Stephen și Roxanne Kaplan, au caracterizat cazul drept o „înșelătorie”. Lorraine Warren a susținut în fața unui reporter al ziarului The Express-Times⁠(d) că Amityville Horror nu este o farsă. Cazul a fost explorat în cartea The Amityville Horror din 1977, iar povestea a fost ecranizată de două ori - în 1979 și 2005⁠(d) - și a stat la baza unei întregi serii de filme⁠(d). Versiunea prezentată de familia Warren este parțial adaptată în introducerea filmului Trăind printre demoni 2 (2016). Conform investigatorului Benjamin Radford⁠(d), cazul a fost „infirmat de martori oculari, investigatori și probele de la fața locului”. În 1979, avocatul William Weber a declarat că el, Jay Anson⁠(d) și proprietarii au „inventat” povestea de groază „după multe sticle de vin”.

### Cazul Enfield
În 1977, familia Warren a investigat cazul unei familii din suburbia Enfield din nordul Londrei bântuite de un poltergeist. În timp ce mai mulți martori au considerat evenimentul drept o farsă pusă la cale de copii „care cerșesc atenție”, Ed și Lorraine erau convinși că au de-a face cu un caz de „posedare demonică”. Povestea a fost ecranizată în filmul Trăind printre demoni 2, deși criticii susțin că familia Warren „nu a fost atât de implicată în caz pe cât ne prezintă filmul” și nici măcar nu li s-a permis să intre în casă, aceștia nefiind invitați să ancheteze cazul.
Guy Lyon Playfair⁠(d), un parapsiholog care a investigat cazul Enfield alături de Maurice Grosse, a declarat că filmul a exagerat puternic rolul cuplului Warren în investigație. Acesta menționa în 2016 că „au venit o singură dată” și că Ed Warren i-a spus că „familia Warren poate să facă o grămadă de bani [...] de pe urma acestui caz”. Acesta a confirmat informația că familia Warren „nu au fost invitați” la casa Enfield și că „nimeni [...] din familie n-a auzit de el până când [Ed Warren] a apărut la fața locului”.

### Arne Johnson
În 1981, Arne Cheyenne Johnson a fost acuzat de uciderea gazdei sale, Alan Bono. Cu puțin timp înainte de această crimă, Ed și Lorraine Warren au fost chemați să investigheze o presupusă posedare demonică a fratelui mai mic al logodnicei lui Johnson. Aceștia au susținut că Johnson era la rândul său posedat. La proces, Johnson a încercat să pledeze nevinovat pe motiv că ar fi fost posedat de un demon când a comis fapta, însă nu a reușit să-l convingă pe judecător. Această poveste stă la baza filmului Trăind printre demoni 3 (2021). Cazul a fost descris în cartea The Devil in Connecticut (1983) de Gerald Brittle.

### Casa familiei Snedeker
În 1986, familia Warren au susținut că locuința familiei Snedeker, o fostă casă de pompe funebre, este infestată cu demoni. Cazul a fost explorat în cartea In a Dark Place: The Story of a True Haunting din 1993. Un film de televiziune, devenit mai târziu parte a seriei A Haunting , a fost produs în 2002. Povestea a fost ecranizată în filmul Misterele Casei Bântuite⁠(d) (2009), fiind bazat vag pe versiunea prezentată de cuplul Warren. Ray Garton⁠(d), autor de literatură horror, a redactat o lucrare despre cazul familiei Snedeker din Southington, Connecticut⁠(d) și a pus sub semnul întrebării veridicitatea întâmplărilor: „Familia în cauză, care avea probleme grave precum alcoolismul și dependența de droguri, nu puteau să ofere o versiune consistentă a evenimentelor, fapt care m-a frustrat puternic; este dificil să scrii o lucrare de nonficțiune când toți oamenii implicați îți oferă versiuni diferite”. Cu privire la Lorraine Warren, Garton i-a spus investigatorului paranormal Benjamin Radford că „dacă mi-ar spune că soarele va răsări mâine dimineața, aș dori  o a doua opinie”.

## În mass-media
- Lorraine a apărut în câteva episoade ale emisiunii paranormale A Haunting, în care a discutat despre cazurile pe care aceasta și soțul său le-au investigat.[34]
- De asemenea, a fost invitată ca investigator în cadrul emisiunii Paranormal State⁠(d).[35][36]
- Soții Warren au apărut în emisiunea Scariest Places on Earth⁠(d)
- Lorraine a avut un rol cameo în filmul Trăind printre demoni din 2013.

## Vezi și
- Trăind printre demoni (2013)
- Trăind printre demoni 2 (2016)